# Brounopsis
Brounopsis is een kevergeslacht uit de familie van de boktorren (Cerambycidae). De wetenschappelijke naam van het geslacht werd voor het eerst geldig gepubliceerd in 1937 door Blair.

## Soorten
Brounopsis is monotypisch en omvat slechts de volgende soort:
- Brounopsis hudsoni Blair, 1937